# Eusceptis robertae
Eusceptis robertae là một loài bướm đêm trong họ Noctuidae.